# 志摩市立志摩中学校
志摩市立志摩中学校（しましりつしまちゅうがっこう）は三重県志摩市志摩町和具にある公立の中学校。2014年（平成26年）4月1日に越賀中学校と片田中学校を統合し、志摩市立和具中学校（しましりつわぐちゅうがっこう）から改称した。
2014年（平成26年）5月現在の生徒数は283人で志摩市内では文岡中学校に次いで多い。

## 概要

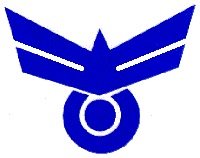
校旗に描かれている旧志摩町章

校旗は旧志摩町章を使用する。和具中学校時代の目標は「一人ひとりが素敵に輝く学校」づくりであった。部活動が盛んなほか、中学生向けのホームヘルパー3級養成講習に積極的に参加している。
校地は和具の中心市街地の東部にあり、和具小学校に隣接する。
- 校地面積：16,254m2[5]
  - 運動場：8,569m2[5]
  - 建物敷地：6,991m2[5]
  - その他敷地：694m2[5]

| 年度（年）     | 生徒数 |
| -------------- | ------ |
| 昭和22（1947） | 404    |
| 昭和25（1950） | 675    |
| 昭和35（1960） | 589    |
| 昭和45（1970） | 508    |
| 昭和55（1980） | 525    |
| 平成元（1989） | 407    |
| 平成10（1998） | 344    |
| 平成15（2003） | 325    |
| 平成21（2009） | 239    |
| 平成25（2014） | 283    |

## 沿革
前身校時代
- 1947年（昭和22年）4月15日 - 和具小学校に併設し、「和具町立和具中学校」として開校。

組合立校時代
- 1948年（昭和23年）
  - 6月1日 - 布施田村・越賀村・御座村の生徒が和具中学校への通学を開始。
  - 7月15日 - 布施田村立布施田中学校・越賀村立越賀中学校・御座村立御座中学校と合併し「和具町外三か村学校組合立和具中学校」に改称。この日を創立記念日とする。
  - 9月25日 - 和具中学校父母と先生の会設立。
- 1949年（昭和24年）
  - 7月18日 - 越賀校舎が認可を受ける[7]。
  - 8月23日 - 越賀村・御座村の生徒が越賀校舎へ移籍。本校は和具町・布施田村の生徒のみとなる。
- 1950年（昭和25年）
  - 2月10日 - 越賀校舎が越賀分校として認可される。
  - 8月14日 - 新校舎が完成。
  - 10月24日 - 第1回修学旅行を開催。当時は2泊3日で行き先は京都・大阪だった。
- 1952年（昭和27年）
  - 10月1日 - 越賀分校が独立したことにより、「和具町布施田村学校組合立和具中学校」に改称。
  - 11月19日 - 校旗を制定。
- 1953年（昭和28年）9月25日 - 台風13号が襲来し、被害を受ける。

町立校時代
- 1954年（昭和29年）12月1日 - 市町村合併により「志摩町立和具中学校」に改称。
- 1959年（昭和34年）
  - 3月20日 - 講堂兼体育館を新築する。
  - 9月26日 - 伊勢湾台風の被害を受ける。
- 1962年（昭和37年）5月24日 - 校歌制定。
- 1965年（昭和40年）9月14日 - 文部省中学校教育課程研究集会英語部会の発表会を催行。
- 1971年（昭和46年）6月8日 - 志摩地区中学校クラブ活動発表会を開催。
- 1979年（昭和54年）7月5日 - 土俵場を造成。
- 1986年（昭和61年）7月12日 - NHK教育テレビの「中学生日記」のロケを敢行。8月31日に放送される。
- 1989年（平成元年）8月18日 - 仮校舎へ移転。
- 1990年（平成2年）
  - 9月1日 - 新校旗を制定。
  - 9月14日 - 新校舎を竣工。
- 1991年（平成3年）8月8日 - 岐阜県の白鳥町立白鳥中学校（現在の郡上市立白鳥中学校）との第1回交流会を開催。
- 1992年（平成4年）3月7日 - 屋内運動場の竣工式を実施。
- 1994年（平成6年）8月1日 - 運動場を整備。
- 1997年（平成9年）2月1日 - 白鳥中学校の最終交流会を開催。
- 2001年（平成13年）7月3日 - パソコンを入れ換える。

市立校時代
- 2004年（平成16年）10月1日 - 「志摩市立和具中学校」に改称。
- 2014年（平成26年）
  - 4月1日 - 「志摩市立志摩中学校」に改称[2]。
  - 4月7日 - 志摩中学校の開校式を挙行[1]。

### 受賞歴
- 1978年（昭和53年）2月7日 - 全国読書感想文コンクール全国学校図書館協議会長賞・学校賞。
- 1985年（昭和60年） - 青少年の健全育成により、三重県知事賞。

## 施設
- 校舎（5,034m2[5]）
- 体育館（1,503m2[5]）
- グラウンド（8,569m2[5]）

## 通学区
和具小学校区。
- 志摩町和具
  - 志摩町和具間崎島

- 志摩町御座

布施田小学校区
- 志摩町布施田

片田小学校区
- 志摩町片田

越賀小学校区
- 志摩町越賀

## 校歌
志摩中学校の校歌は2014年に制定された。2番まであり、鏡味修の作詞・作曲、牧戸太郎の編曲で「大きな輪を力に変えて」という題名が付いている。校名は登場しないが、2番に「志摩の風」という一節がある。

### 旧和具中学校校歌
- 作詞：藤浦洸
- 作曲：藤山一郎

3番まであり、各番とも「和具 和具 和具中学校」で終わっていた。

## 学校行事
- 4月 - 入学式、始業式
- 11月 - 文化祭[4]
- 3月 - 卒業式、終業式

## 部活動
- 野球部
- サッカー部
- バスケットボール部
- バレーボール部
- テニス部
- 陸上競技部
- 美術部

### 過去の成績
- 2004年（平成16年） - 第26回東海中学校総合体育大会バスケットボール大会男子の部優勝（和具中学校）[11]。第34回全国中学校バスケットボール大会男子の部出場[12]。

## 進路
多くの生徒が高等学校へ進学する。進学先は志摩市内の水産高校・志摩高校のほか、伊勢市への進学が多い。

## 交通
- 三重交通和具学校前バス停よりすぐ。
- 国道260号沿い。

## 出身著名人
- 山口舞 - バレーボール選手（和具中学校出身）
- 志摩ノ海航洋 - 大相撲力士（和具中学校出身）[13]
- 西岡恭蔵 - フォークシンガー（和具中学校出身）